# Jefuitorii de trupuri
The Body Snatchers (în traducere „Jefuitorii de trupuri”) este un roman științifico-fantastic din 1955 scris de Jack Finney, inițial serializat în 1954 în Colliers Magazine.

## Prezentare
Romanul descrie orașul fictiv Santa Mira din California care este invadat de semințe căzute pe Pământ din spațiul cosmic. Semințele înlocuiesc oamenii care dorm cu dubluri fizice perfecte în timp ce victimele lor umane se transformă în praf.
Aceste dubluri trăiesc numai cinci ani și nu se pot reproduce sexual. Prin urmare dacă nu sunt oprite, semințele din spațiu vor transforma rapid Pământul într-o planetă moartă și vor trece rapid la o altă lume. Una dintre dublurile invadatorilor sugerează că acest lucru fac și oamenii; utilizează unele resurse până la epuizare, distrugând populațiile indigene și ecosistemele în numele supraviețuirii.

## Ecranizări
Romanul „The Body Snatchers” a stat la baza filmului „Invazia jefuitorilor de trupuri” din 1956 și a refacerilor sale: „Invazia jefuitorilor de trupuri” (1978), „Invazia” (1993), „Invazia” (2007).
Spre deosebire de două dintre adaptările pentru film, romanul conține un final optimist, cu extratereștrii plecând voluntar de pe Pământ după ce au decis că nu pot tolera tipul de rezistență pe care l-au observat la personajele principale.